# Іва Брожова
І́ва Бро́жова (чеськ. Iva Brožová) — чеська юристка, голова Найвищого суду Чеської республіки (2002–2015) , суддя Конституційного суду Чеської республіки (1993–1999).

## Біографія
Народилася 7 березня 1951 року у сім'ї пілота. У 1969–1974 роках навчалася в університеті Масарика, здобула науковий ступінь доктор права у 1975 році.